# النازية والفيرماخت
كانت العلاقة بين الفيرماخت والقوات المسلحة النظامية المشتركة لألمانيا النازية والنظام الذي تخدمه موضوع جدال تاريخي ضخم. بشكل عام، كان هناك معسكران. تزعم أسطورة الفيرماخت النظيف أن الفيرماخت ارك بالحد الأدنى من المشاركة في جرائم الحرب والإبادة الجماعية. في الآونة الأخيرة، ظهرت منحة دراسية تثبت أن الفيرماخت كانت متواطئة في المحرقة.

## سياسة الفيرماخت
لقد كان الجيش الألماني يعمل تقليديا «كدولة داخل الدولة» بهامش كبير للغاية من الاستقلال المؤسسي.  وهكذا تم منع المستشار أوتو فون بسمارك من حضور اجتماعات المجلس الأعلى للحرب لأنه تم صياغته بشكل مهين «خشية أن يخون هذا المدني أسرار الدولة».  في الحرب العالمية الأولى، بدأ الجيش في الشكوى أكثر فأكثر من أن كلا من المستشار ثيوبالد فون بيثمان هولويج والإمبراطور فيلهلم الثاني كانا غير كفؤين بشكل كبير، وكانوا بحاجة إلى التنحي من أجل السماح للجيش بالفوز في الحرب. 
في آذار / مارس - نيسان / أبريل 1915، صرح الأدميرال ألفريد فون تيربيتز بأن الشيء الوحيد الذي منع ألمانيا من الانتصار في الحرب هو القيادة الضعيفة للمستشار والإمبراطور. كان الحل الذي قدمه هو خطة تم فيها إقالة بيثمان هولويغ وإلغاء مكتب المستشار؛ كان القيصر يتنازل «مؤقتًا»؛ ومنح المارشال هيندنبورغ المكتب الجديد لـ «ديكتاتور الرايخ»، مع تركيز كل القوة السياسية والعسكرية في يديه من أجل كسب الحرب.  على الرغم من عدم تنفيذ خطة Tirpitz، إلا أن حقيقة طرحها أظهرت مدى عدم الرضا العسكري عن القيادة الحالية، ولم يتم معاقبة قوة «الدولة داخل الدولة» في أن Tirpitz لم تتم معاقبته على الرغم من أنه طالب بشكل أساسي إيداع الإمبراطور.  في أغسطس 1916، أصبحت ألمانيا ديكتاتورية عسكرية بحكم الواقع في ظل ازدهار قوة المارشال هيندينبيرغ والجنرال لودندورف، الذي حكم ألمانيا حتى عام 1918.  خلال حكم «ديكتاتورية صامتة» لهيندنبورغ ولودندورف، دافعت الحكومة عن مجموعة من أهداف الحرب الإمبريالية الداعية إلى ضم معظم أوروبا وإفريقيا والتي كانت من نواح كثيرة نموذجًا أوليًا لأهداف الحرب في الحرب العالمية الثانية.

### آثار الحرب العالمية الأولى
في أكتوبر 1918، من أجل تجنب المسؤولية عن خسارة الحرب العالمية الأولى، أعاد الجيش السلطة إلى المدنيين وحول ألمانيا إلى ديمقراطية، ويرجع ذلك إلى حد كبير لأن الحلفاء أوضحوا أنهم لن يوقعوا أبدًا هدنة مع هيندنبورغ-لودندورف.  بعد ثورة نوفمبر عام 1918، كانت هناك مطالب بحل الجيش أدت إلى مثل هذه الهزيمة، ولكن في 23 ديسمبر 1918، تعرضت الحكومة المؤقتة بقيادة فريدريش إيبرت لهجوم من اليسار الراديكالي «فرقة البحرية الشعبية».  اتصل إيبرت بالجنرال فيلهلم جرونر للمساعدة، والنتيجة كانت ما يسمى بميثاق إيبرت غرونر، حيث مقابل إنقاذ الحكومة، سيسمح للجيش بالاحتفاظ بوضعه التقليدي وغير الرسمي «داخل الدولة».   ولتحقيق جانبه من الصفقة، أنشأ غرونجر قوة جديدة من المتطوعين، فرايكوربس لحماية الحكومة.  في مقابل سحق عصبة سبارتاكوس الشيوعية في أوائل يناير 1919 بوحدات فرايكوربس الجديدة، أنهت الحكومة جميع الجهود الرامية إلى دمقرطة الجيش في وقت لاحق من ذلك الشهر.  بموجب دستور جمهورية فايمار، لم يُسمح لأي جندي من الرايخسوير بأن يكون عضوًا في حزب سياسي أو أن يصوت في الانتخابات.  

### النازيين يصلون إلى السلطة
لعب الجيش دورًا رئيسيًا في يناير 1933 في إقناع الرئيس بول فون هيندينبرج بإقالة شلايشر وتعيين هتلر كمستشار.  كانت أسباب ذلك بحلول يناير 1933 أنه كان من الواضح أن حكومة شلايشر لا يمكن أن تبقى إلا في السلطة بإعلان الأحكام العرفية، وإرسال الرايخويهر لسحق المعارضة الشعبية. عند القيام بذلك، سيتعين على الجيش قتل المئات، إن لم يكن الآلاف من المدنيين الألمان؛ لا يمكن لأي نظام تم إنشاؤه بهذه الطريقة أن يتوقع بناء الإجماع الوطني اللازم لإنشاء الفيرستات.  قرر الجيش أن هتلر وحده قادر على خلق الإجماع الوطني بشكل سلمي والذي من شأنه أن يسمح بإنشاء الفيرستات، وبالتالي قام الجيش بنجاح بالضغط على هيندينبرجلتعيين هتلر كمستشار. 
على الرغم من تعاطفهم وموافقتهم من النظام النازي، فقد كانت القيادة العسكرية في السنوات الأولى للرايخ الثالث عازمة على الدفاع عن موقعها كد«دولة داخل الدولة» ضد جميع المنافسين. في يناير 1934، عندما استقال قائد الجيش كورت فون هامرستين، تم اختيار هتلر لخليفة هامرشتاين الجنرال والتر فون ريشيناو من قبل ضباط الجيش بدعم من الرئيس فون هيندنبورغ على أساس أن رايشناو كان راديكاليًا عسكريًا بشكل كبير، وهكذا تم اختيار فيرنر فون فريتش كحل وسط. 
بحلول عام 1934، كان الجنرالات يخشون من رغبة إرنست روم في السيطرى على كتيبة العاصفة، وهي قوة تضم أكثر من 3 ملايين رجل، وان يضم الجيش الألماني الأصغر بكثير في صفوفه تحت قيادته. علاوة على ذلك، فإن التقارير التي تشير إلى وجود مخبأ ضخم للأسلحة في أيدي أفراد كتيبة العاصفة اقلقت قادة الجيش كثيرا. وصلت الأمور إلى ذروتها في يونيو 1934 عندما أبلغ الرئيس فون هيندنبورغ، الذي كان لديه ولاء كامل لرايخويهر، هتلر أنه إذا لم يتحرك لكبح قوة كتيبة العاصفة فسوف يحل هيندنبورغ الحكومة ويعلن الأحكام العرفية.  كما ضغطت قيادة الرايخويهر على هتلر للعمل ضد كتيبة العاصفة من خلال التهديد بإعاقة خططه لدمج مكاتب المستشارية والرئاسة بعد وفاة هيندينبرج التي كان من المتوقع حدوثها قريبًا.  كانت النتيجة ليلة السكاكين الطويلة التي بدأت في 30 يونيو 1934، وأدت إلى إعدام غالبية قيادات كتيبة العاصفة، مما أدى إلى فرحة الجيش. 
كتب المؤرخ البريطاني AJ Nicholls أن الصورة النمطية الشعبية للجيش الألماني في عشرينيات وثلاثينيات القرن العشرين، مثل يونكر الرجعيين من الطراز القديم، غير صحيحة، وأن عددًا غير متناسب من الضباط لديهم ميل تكنوقراطي، وبدلاً من النظر إلى الرايخ الثاني بدا بثقة نحو مستقبل ديناميكي جديد وعالي التقنية وثوري يسيطر عليه رجال مثلهم. كلما كان الضابط أكثر تكنوقراطية، زادت احتمال كونه اشتراكيًا وطنيًا. كتب المؤرخ الإسرائيلي عمر بارتوف أن معظم الضباط كانوا اشتراكيين قوميين «لأنهم اعتقدوا أنه لم يكن ل[هتلر] أنهم لن يكونوا قادرين على تحقيق أحلامهم من حرب توسعية حديثة للغاية». 

### تزايد التوافق مع النازية
كجزء من محاولة للحفاظ على «الدولة داخل الدولة»، بدءًا من منتصف الثلاثينيات، بدأ الجيش في المزيد والمزيد من التظاهر في محاولة لإقناع هتلر بأنه ليس من الضروري إنهاء الدولة التقليدية في الدولة "، لمنع فرض جلايش شالتونج (" التزامن ") من خلال الانخراط فيما أطلق عليه عمر بارتوف عملية" جلايش شالتونج".  كجزء من عملية "جلايش شالتونج" الذاتية، قام وزير الدفاع فيرنر فون بلومبرج في فبراير 1934، بمبادرة منه، بإعفاء جميع اليهود الذين يخدمون في الجيش من تلقاء أنفسهم بشكل فوري ومهين.  وبهذه الطريقة، فقد 74 جنديًا يهوديًا وظائفهم دون سبب سوى أنهم يهود.  مرة أخرى، بمبادرة منه، جعل بلومبرغ الجيش في مايو 1934 يتبنى الرموز النازية في زيهم الرسمي.  في أغسطس 1934، مرة أخرى بمبادرة من بلومبرج ومبادرة رئيس الوزراء الجنرال فالتر فون ريتشيناو، أدى الجيش بأكمله يمين الولاء الشخصي لهتلر، الذي كان متفاجئًا أكثر من العرض؛ الرأي الشائع بأن هتلر فرض اليمين على الجيش كاذب. كانت نية فيرنر فون بلومبرج وReichenau في أن يقسم الجيش اليمين لهتلر هو إنشاء رابطة خاصة بين هتلر والجيش، والتي كانت تهدف إلى تقريب هتلر من الجيش وبعيدًا عن الحزب النازي.
كان التأثير غير المقصود لهذه التدابير للدفاع عن «دولة داخل دولة».  في الوقت نفسه، كان جيل جديد من الضباط التكنوقراطيين يتقدمون إلى الواجهة، وكانو أقل اهتمامًا بالحفاظ على «الدولة داخل الدولة»، وأكثر ارتياحًا بشأن الاندماج في الاشتراكية القومية (النازية)
وبسبب هذه المفاهيم حول إعادة تشكيل ألمانيا في Wehrstaat الشمولية، رحبت قيادة الجيش بالنظام الاشتراكي الوطني واحتضنته.  كتب المؤرخ الألماني يورغن فورستر أنه كان من الخطأ أن العديد من المؤرخين يجب أن يرفضوا دور الفيرماخت الذي أعلنه ذاتيًا كواحد من «الركائز المزدوجة» لألمانيا النازية (الركيزة الأخرى هي الحزب النازي).  رحب الجنرال لودفيغ بيك بقدوم النظام النازي في عام 1933، وكتب «تمنيت لسنوات الثورة السياسية، والآن أصبحت أمنياتي حقيقة. إنها شعاع الأمل الأول منذ عام 1918.»  (أُعدم بيك لاحقًا لمعارضته الاشتراكية الوطنية.) بالإضافة إلى ذلك، كان العديد من الجنود في السابق في شباب هتلر وخدمات عمال الرايخ وبالتالي تعرضوا لتلقين النازي المكثف؛ نتيجة لذلك، تم ضم العديد من الضباط النازيين الجدد. بشكل عام، كانت لوفتفافه (القوات الجوية) متأثرة بشدة بالنازية، وكذلك البحرية والجيش بدرجة أقل، على الرغم من أن ذلك كان نسبيًا فقط. [بحاجة لمصدر] يوضح Caitlin Talmadge أن التقاليد العسكرية البروسية أعطت هتلر ميزة عندما يتعلق الأمر بسلك الضباط. في حين كان على معظم الديكتاتوريات إجراء مقايضة بين الكفاءة والولاء عند اختيار ضباطها (بسبب خطر مواجهة الانقلاب)، وجد هتلر أن لديه الكثير من الرجال الذين يمتلكون كلتا الصفتين، مما يقلل بشكل كبير من خطر الانقلاب الذي واجهه هتلر من بناء جيش فعال. ومع ذلك، كخليفة للجيش الإمبراطوري ذي التوجه التقليدي للإمبراطورية الألمانية، كان الفيرماخت يميل إلى القتال بشكل أكثر فعالية من فافن-إس إس، كما هو الحال في الإس إس (قوات الأمن الخاصة)، كان الالتزام بالنازية أكثر أهمية للتقدم. على الرغم من هذا، أعرب هتلر عن أسفه لعدم تطهير فيلق الضابط كما فعل ستالين.
كانت قضية بلومبرغ-فريتش في الفترة من يناير إلى فبراير 1938 التي انتهت بفصل فيرنر فون فريتش كقائد للجيش وكان فيرنر فون بلومبيرج كوزير حرب أول محاولة نازية لتقويض وضع الجيش باعتباره «دولة داخل دولة». في نفس الوقت، ألغى هتلر وزارة الحرب واستبدلها بالقيادة العليا للفيرماخت. تميزت قضية بلومبرغ-فريتش باللحظة التي بدأت فيها قيادة الجيش في التحول من وضع «دولة داخل دولة» التي تتمتع بالحكم الذاتي إلى حد ما إلى مجرد نخبة وظيفية وتكنوقراطية كانت موجودة فقط لتنفيذ خطط الفوهرر. في واحدة من المظاهرات الأخيرة لسلطة «الدولة داخل دولة»، اعترض الجيش مرة أخرى على خطط هتلر لتعيين والتر فون ريتشيناو كقائد للجيش، وبعد مفاوضات متوترة بين هتلر وغرد فون روندستيدت، الذي كان يتصرف كمتحدث باسم الجيش في هذه المسألة والذي أراد لودفيج بيك خلفًا لفريتش، وافق على والتر فون براوتشيتش كحل وسط. 
في 8 ديسمبر 1938، أمرت القيادة العليا للفيرماخت جميع الضباط في جميع فروع الجيش الثلاثة بأن يكونوا على دراية تامة في الاشتراكية الوطنية وتطبيق قيمها في جميع المواقف. اعتبارًا من فبراير 1939، تم إصدار كتيبات كان مطلوبا من الجيش قرائتها.  يمكن قياس المحتوى بالعناوين التالية: «مهمة هتلر التاريخية العالمية»، و«المعركة من أجل مساحة المعيشة الألمانية»، و«ارفع يدك عن دانزيغ!»، و«الحل النهائي للمسألة اليهودية في الرايخ الثالث». تضمن المقال الأخير:

## الحرب العالمية الثانية

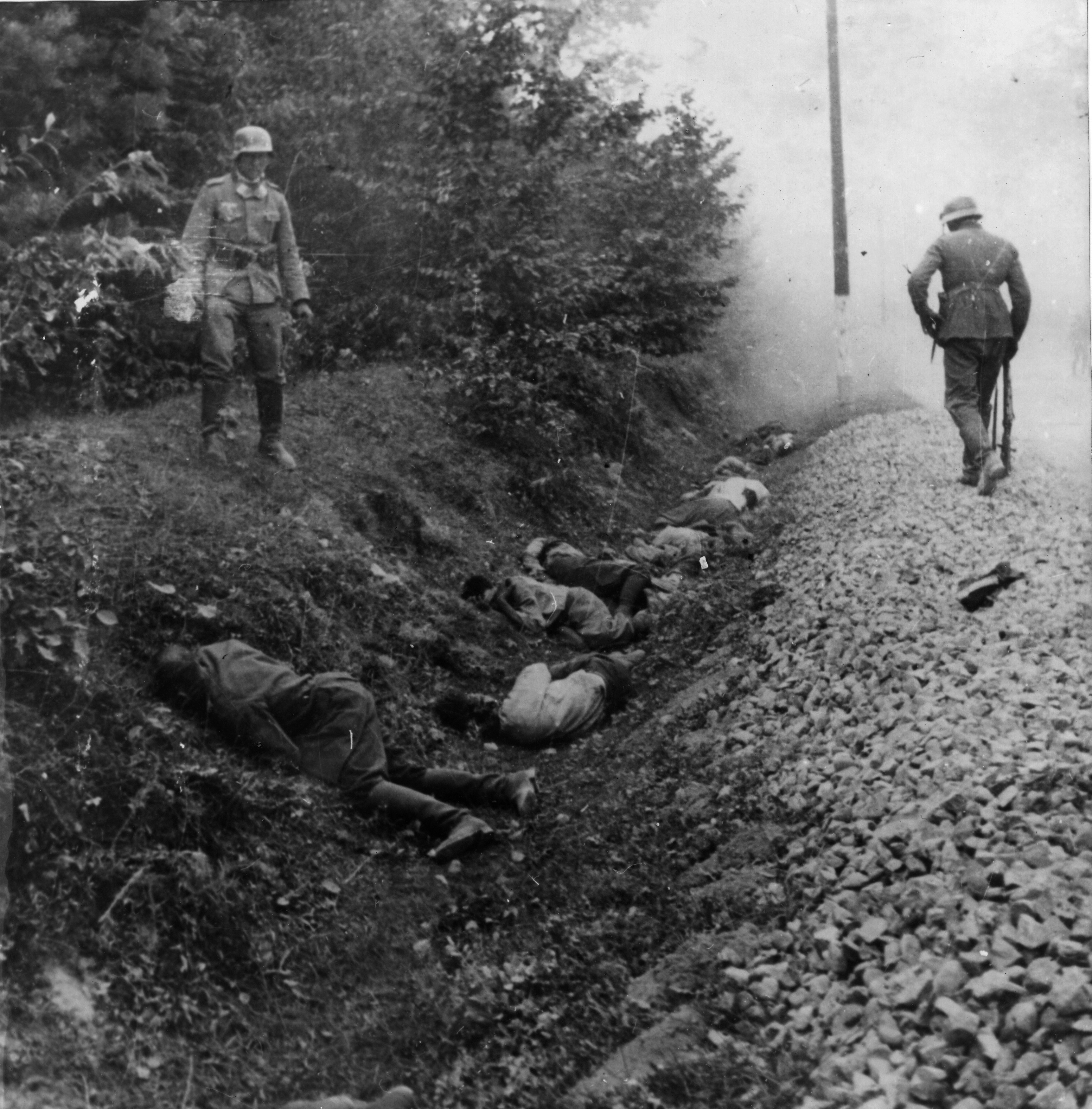
حوالي 300 أسير بولندي تم إعدامهم على أيدي جنود فوج المشاة الميكانيكي الخامس عشر في سيبييلوف في 9 سبتمبر 1939.

### التخطيط لحرب الإبادة في الشرق
في 22 أغسطس 1939، في مؤتمر بين هتلر وجميع كبار قادة الرايخ العسكريين، صرح هتلر بوضوح تام أن الحرب القادمة ضد بولندا كانت «حرب إبادة» عبّر فيها هتلر عن نيته «. .. لقتل وبدون أي شفقة أو رحمة جميع الرجال والنساء والأطفال من العرق أو اللغة البولندية».  كتب المؤرخ البريطاني السير جون ويلر-بينيت أنه مهما كانت الشكوك في احتمال أن يكون الفيرماخت كان لديه نوع النظام الذي كانوا على وشك خوضه من أجل الحرب ونوع الأشخاص الذين كانوا يقاتلون من أجلهم في هذه الحرب، كان ينبغي تبديدها بوضوح من خلال تعليقات هتلر المتعلقة بالإبادة الجماعية خلال مؤتمر 22 أغسطس 1939، وأن المزاعم التي قدمت بعد الحرب بأن الفيرماخت ببساطة لم يفهموا طبيعة النظام الذي قاتلوا من أجله، ليست قابلة للتصديق.  المواقف المعادية للسامية والبولندية مثل الآراء المعبر عنها أعلاه تلون جميع التعليمات التي جاءت إلى الفيرماخت خلال صيف عام 1939 كجزء من الاستعدادات لغزو بولندا. 
تم تقديم الحرب ضد الاتحاد السوفيتي كحرب إبادة منذ البداية. في 3 مارس 1941، استدعى هتلر القيادة العسكرية بأكملها لسماع خطاب سري حول عملية بارباروسا القادمة التي أكد فيها هتلر على أن بارباروسا كان «حرب إبادة»، أن الجيش الألماني كان يتجاهل جميع قوانين الحرب، وأنه كان يتوقع ويريد أن يرى موت ملايين الأشخاص.  باستثناء الأدميرال فيلهلم كاناريس، الذي احتج على أن هذا كان خطأ من الناحية الأخلاقية والقانونية، لم يعرب أي من الضباط الذين سمعوا خطاب هتلر عن أي اعتراضات. 
نظرًا لأن بعض الضباط، مثل الجنرال فرانز هالدر، الذين جادلوا سابقًا مع هتلر حول المسائل العسكرية ظلوا صامتين بعد سماع هذا الخطاب، يفترض جون ويلر-بينيت أنه ليس لديهم أي اعتراضات على نوع الحرب الذي كان هتلر يعتزم شنها.  في عام 1989، كتب المؤرخ البريطاني ريتشارد ج. إيفانز ذلك منذ بداية الحرب ضد الاتحاد السوفيتي في 22 يونيو 1941، شن الفيرماخت حرب إبادة جماعية «الوحشية الشديدة والهمجية».  كتب إيفانز أن ضباط الفيرماخت اعتبروا الروس «غير إنسانيين ودون البشر»؛ كانوا من وقت غزو بولندا في عام 1939 لإخبار قواتهم أن الحرب كانت بسبب «الهوام اليهودي»؛ وشرحت لقواتهم أن الحرب مع الاتحاد السوفياتي كانت للقضاء على «البشر من البلاشفة اليهود»، و «جحافل المغول»، و«الفيضان الآسيوي» و«الوحش الأحمر»، وهي لغة تهدف بوضوح إلى إنتاج جرائم حرب عن طريق الحد من عدو لشيء أقل من الإنسان.  ساعدت مثل هذه الآراء في تفسير سبب وفاة 3,300,000 من بين 5,700,000 من أسرى الحرب السوفيت الذين أخذهم الألمان كأسرى. 

### أوامر جنائية
في 19 مايو 1941، أصدرت القيادة العليا للفيرماخت «المبادئ التوجيهية لسلوك القوات في روسيا»، والتي بدأت بإعلان أن «اليهودية البلشفية» لتكون العدو الأكثر دموية للأمة الألمانية وأنه «يجب تدمير هذه الأيديولوجية وأتباعها بأن تشن ألمانيا حربا عليها».  حثت «المبادئ التوجيهية» على «اتخاذ تدابير صارمة وقاسية ضد المحرضين البلشفيين والمقاتلين والمخربين واليهود والقضاء التام على جميع المقاومة النشطة والسلبية».  يعكس تأثير المبادئ التوجيهية، في توجيه أرسل إلى القوات تحت قيادته، أعلن الجنرال إريك هوبنر من مجموعة بانزر 4: 
 الحرب ضد روسيا هي فصل مهم في صراع الأمة الألمانية من أجل الوجود. إنها معركة الجرمانية القديمة ضد الشعب السلافي، والدفاع عن الثقافة الأوروبية ضد المسكوفيت والآسيويين والبلشفية اليهودية. يجب أن يكون هدف هذه المعركة هدم روسيا الحالية، وبالتالي يجب أن تتم بشدّة غير مسبوقة. يجب أن يسترشد كل عمل عسكري بالتخطيط والتنفيذ بقرار حدي لإبادة العدو بلا رحمة وبالكامل. على وجه الخصوص، لن يتم إنقاذ أتباع النظام البلشفي الروسي المعاصر.  
 Very typical of the German Army propaganda as part of the preparations for Barbarossa was the following passage from a pamphlet issued in June 1941:

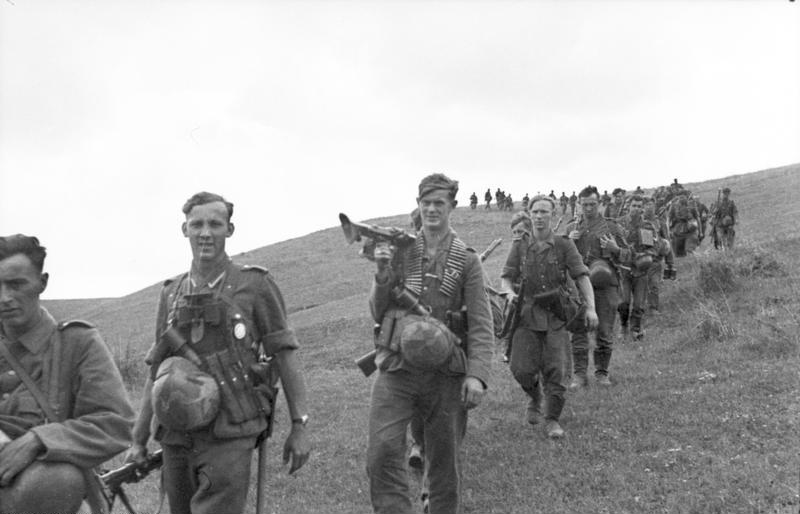
مسيرة المشاة الألمانية، الاتحاد السوفيتي، يونيو 1943

نتيجة للدعاية الشديدة المعادية للسامية والمعادية للسلافية قبل وأثناء بارباروسا، كان معظم ضباط الجيش والجنود يميلون إلى اعتبار الحرب ضد الاتحاد السوفيتي من زجهة لنظر النازية، ويرون أن خصومهم السوفييت يستحقون الكثير من القمامة دون البشر لتدميرها دون رحمة.  كتب جندي ألماني إلى منزله في 4 أغسطس 1941، يقول:

### التعاون مع سياسات الإبادة الجماعية
تعاونت الغالبية العظمى من ضباط الفيرماخت تعاونًا تامًا مع قوات الأمن الخاصة في قتل اليهود في الاتحاد السوفيتي.  كتب المؤرخان الأمريكيان ويليامسون موراي وآلان ميليت عن علاقات Wehrmacht-SS: 
 ربط شعار حرب الحزبية معاملة كل من الروس واليهود في الفظائع العظيمة التي ارتكبت عام 1941: «أين هو الحزبي، اليهودي، وحيث يكون اليهودي هو الحزبي». على امتداد روسيا الأوروبية، تولى الألمان الغزاة الأمور بأيديهم، كما قصد هتلر. كان أينزاتسغروبن مسؤولاً عن الجزء الأكبر من عملية القتل، لكنهم تلقوا تعاونًا كاملاً من الجيش. في بابي يار خارج كييف، قتلت إس إس-زوندركوماندوس 4إيه 337,71 يهوديًا ومواطنين سوفيات آخرين في أعمال عنف استمرت يومين انتقامًا من التدمير السوفيتي لكييف. تعاون قائد الجيش المحلي، الميجور جنرال كورت إبرهارد، بحماس، حتى زود قوات الأمن الخاصة بشركة دعاية للجيش لإقناع يهود كييف بأنهم يتحركون من أجل إعادة التوطين. في مناسبات عديدة، أمر قادة القوات رجالهم بالمشاركة في «أعمال خاصة» ضد اليهود والشيوعيين. تشير الطبيعة المتكررة لهذه الأوامر إلى مستوى التعاون بين قوات الأمن الخاصة والجيش الذي حدث خلال التقدم الألماني. في كل مكان تقدم الألمان، تبع ذلك موجة القتل والعنف والدمار، على اليهود قبل كل شيء، ولكن على الشعب السوفيتي بشكل عام.  

### الاشتراكيون الوطنيون داخل القوات المسلحة
كتب المؤرخ البريطاني ريتشارد ج. إيفانز أن الضباط المبتدئين في الجيش كانوا يميلون إلى أن يكونوا متحمسين بشكل خاص للاشتراكيين الوطنيين مع ثلثهم انضموا إلى الحزب النازي بحلول عام 1941.  كان ضباط التوجيه من قادة الاشتراكية الوطنية، والتي تم إنشاؤها بهدف تلقين القوات من أجل «حرب الإبادة» ضد روسيا السوفيتية.  بين الضباط ذوي الرتب العليا، كان 29.2 ٪ من أعضاء الحزب النازي بحلول عام 1941.  أطاع الفيرماخت أوامر هتلر الجنائية لبارباروسا ليس بسبب طاعة الأوامر، ولكن لأنهم، مثل هتلر، يعتقدون أن الاتحاد السوفيتي كان يديره اليهود، وأن ألمانيا يجب أن تدمر تماما «اليهودية البلشفية».  كتب المؤرخ الألماني يورغن فورستر أن معظم ضباط الفيرماخت يعتقدون حقًا أن معظم مفوضي الجيش الأحمر كانوا من اليهود الذين كانوا بدورهم ما أبقى الجيش الأحمر مستمرًا، وأن أفضل طريقة لتحقيق النصر ضد الاتحاد السوفيتي كانت إبادة المفوضين. من خلال تطبيق أمر المفوض حتى يحرم الجنود الروس من قادتهم اليهود. 
يعتقد Sonke Neitzel وHarald Welzer أن الفيرماخت "كانا مشاركين في القتل الجماعي الذي لا مثيل له إن لم يكن من التنفيذيين". باستخدام نسخ من السجلات السرية للمحادثات بين أسرى الحرب، خلصوا إلى أن معظم الجنود لم يكونوا مهتمين بالإيديولوجية والسياسة. في الواقع، كونك نازيًا، يدعم معاداة السامية ويمتلك الرغبة في القتل وارتكاب أعمال عنف غير ضرورية، لا علاقة لهما ببعضهما: كره الكثيرون اليهود، لكنهم صُدموا بالإبادة الجماعية من قبل فرق الموت، بينما بعض "معاداة النازيين" "دعم السياسات المعادية لليهود. 
منذ عام 1943 فصاعدًا، بدأ تدفق الضباط والمجندين الذين تلقوا تعليمًا أساسيًا في عهد النازيين، في زيادة الاشتراكية القومية في الجيش. النفوذ السياسي في القيادة العسكرية في الازدياد في وقت لاحق من الحرب عندما بدأت قرارات هتلر الإستراتيجية المعيبة تظهر في شكل هزائم خطيرة للجيش الألماني والتوترات المتصاعدة بين الجيش والحكومة. عندما عين هتلر أفرادًا غير مؤهلين مثل هيرمان جورينج لقيادة سلاحه الجوي، تلا ذلك الفشل. كانت علامة على العلاقات الوثيقة بين هتلر وقواته المسلحة اختياره للأميرال النازي الكبير كارل دونيتز ليكون الفوهرر القادم، وهو الرجل الذي «... تفانيه للأفكار الاشتراكية الوطنية وارتباطه الوثيق باستراتيجية هتلر في المراحل الأخيرة من الحرب جعلته اختيارًا منطقيًا وليس مفاجئًا لهتلر كخليفة له». 

### تأثير الأيديولوجية على قدرة التصنيع الحربي
كتب المؤرخ الإسرائيلي عمر بارتوف أنه على الجبهة الشرقية، كان الإيمان بالاشتراكية الوطنية هو الذي سمح للفيرماخت بمواصلة القتال، على الرغم من الخسائر الهائلة.  جادل بارتوف بأن الادعاء بأن «الولاء الأساسي للمجموعة»، حيث يتم تحفيز الرجال للقتال مشحونين بالولاء تجاه رفاقهم في وحدتهم دون التفكير في القضية التي يقاتل من أجلها، لا يمكن أن يكون هو دافع الفيرماخت للقتال على الجبهة الشرقية.  كتب بارتوف أنه على الجبهة الشرقية، تحمل الفيرماخت خسائر فادحة لدرجة أنه لم تكن هناك «مجموعات أساسية» للرجال لإعطاء ولائهم لها، وأن الإيمان بالاشتراكية القومية فقط هو الذي يمكن أن يفسر سبب استمرار الفيرماخت الهجوم بعدوانية بحزم، ومتشددة ومثابرة على الدفاع، على الرغم من أعداد كبيرة جدًا من القتلى والجرحى.  أطروحة بارتوف أيدها المؤرخان الأمريكيان آلان ميليت ووليامسون موراي، اللذين كتبا أنه بحلول أوائل عام 1944، لم يتمكن «تماسك المجموعة وحده» من تفسير سبب استمرار الجنود الألمان في القتال: 
 يبدو أن التفسير هو أن الضباط الألمان على كل مستوى زرعو في قواتهم قيم وافتراضات الإيديولوجية النازية والتهديد المميت للتهديد العرقي الشيوعي. في أوائل عام 1944، لعب التلقين الأيديولوجي دورًا رئيسيًا في الاستعداد القتالي على الجبهتين الشرقية والغربية. بعد الحرب، ادعى الجنرالات الألمان أنهم لم يأخذوا ولا قواتهم تعليمات إيديولوجية على محمل الجد، ولكن الأدلة تشير إلى خلاف ذلك. لا تشير رسائل ومذكرات الجنود المقاتلين فقط إلى أن الأيديولوجية كانت عاملاً هامًا في الفعالية القتالية الألمانية، ولكن قادة الوحدات من مستوى الفرقة فصاعدًا اختاروا باستمرار ضباطًا مقاتليين ليكونوا ضباطًا «قياديين» مسؤولين عن تلقين القوات. تؤكد هذه المهام على الجدية التي كان الجيش ككل يأخذ بها الدافع الأيديولوجي.  

## آليات السيطرة

### الإرهاب
لأن الجيش يعتقد أن ألمانيا لم تُهزم في الحرب العالمية الأولى، فإن الدرس الذي أخذه الفيرماخت من هذا هو الحاجة إلى نظام قضائي عسكري شديد القسوة من شأنه القضاء على أي شيء قد يؤدي إلى طعنة جديدة في الظهر".  لم ينس الجيش أو غفر له أن ثورة نوفمبر قد بدأت مع تمرد أعالي البحار. في أغسطس 1917، كان هناك تمرد في أسطول أعالي البحار، والتي بعد أن هزمتها، وشهد إعدام قادتها ماكس رايخبييتش وألبين كوبيس مع بقية المتمردين حكم عليهم بالسجن لفترات طويلة. كان "الدرس" الذي استخلصته البحرية وبقية الفيرماخت هو أنه إذا تمت متابعة تمرد أسطول أعالي البحار لعام 1917 بمزيد من عمليات الإعدام، فإن التمرد الأكثر خطورة في نوفمبر 1918 تم تجنبه. لهذا السبب، تم التعامل مع جميع انتهاكات القانون العسكري التي أعاقت جهود الحرب من قبل المحاكم العسكرية على أنها تعادل الخيانة العظمى، في الغالبية العظمى من الحالات، لم تكن السياسة عاملاً. 